# 威基阿普 (亞利桑那州)
威基阿普（英語：Wikieup）是位於美國亞利桑那州莫哈維縣的一個人口普查指定地區。根據2010年美國人口普查，該地人口為133人，而該地的面積約為11.49平方千米。

## 地理
威基阿普的座標為34°42′29″N 113°36′40″W / 34.70806°N 113.61111°W，而該地最高點為海拔高度609米（即1997英尺）。